# Saint-Nicolas-de-Véroce
Saint-Nicolas-de-Véroce est une ancienne commune de Haute-Savoie dans le Val Montjoie entre Saint-Gervais-les-Bains et Les Contamines-Montjoie. Située à une dizaine de kilomètres du centre-ville de Saint-Gervais, la commune de Saint-Nicolas-de-Véroce a été rattachée à cette dernière le 29 décembre 1973.

## Géographie
La commune était constituée de deux quartiers (ou village) : celui « d'en haut », la future commune des Contamines-Montjoie qui obtient son autonomie en 1759, et le « quartier d'en-bas » où se situe l'église paroissiale.

## Toponymie
La plus ancienne mention de la commune est aux alentours de 1344 dans sa forme Cura de Verossia.
Le toponyme de Saint-Nicolas-de-Véroce est constitué du nom du saint de la paroisse Nicolas de Myre associé au nom Véroce, désignant dans sa forme locale l'aulne vert,. Ce mot dérive très probablement du mot prélatin voros.

## Histoire
La paroisse de Saint-Nicolas remonte très probablement au IXe siècle. L'église relève, sans qu'une date ne soit avancée, au prieuré de Contamine-sur-Arve. L'église n'est attestée qu'en 1280, tout en supposant qu'elle puisse être bien antérieure.
La commune de Saint-Nicolas-de-Véroce est rattachée à Saint-Gervais-les-Bains à la suite de l'arrêté préfectoral du 29 décembre 1973 (effet au 1er janvier 1974),.

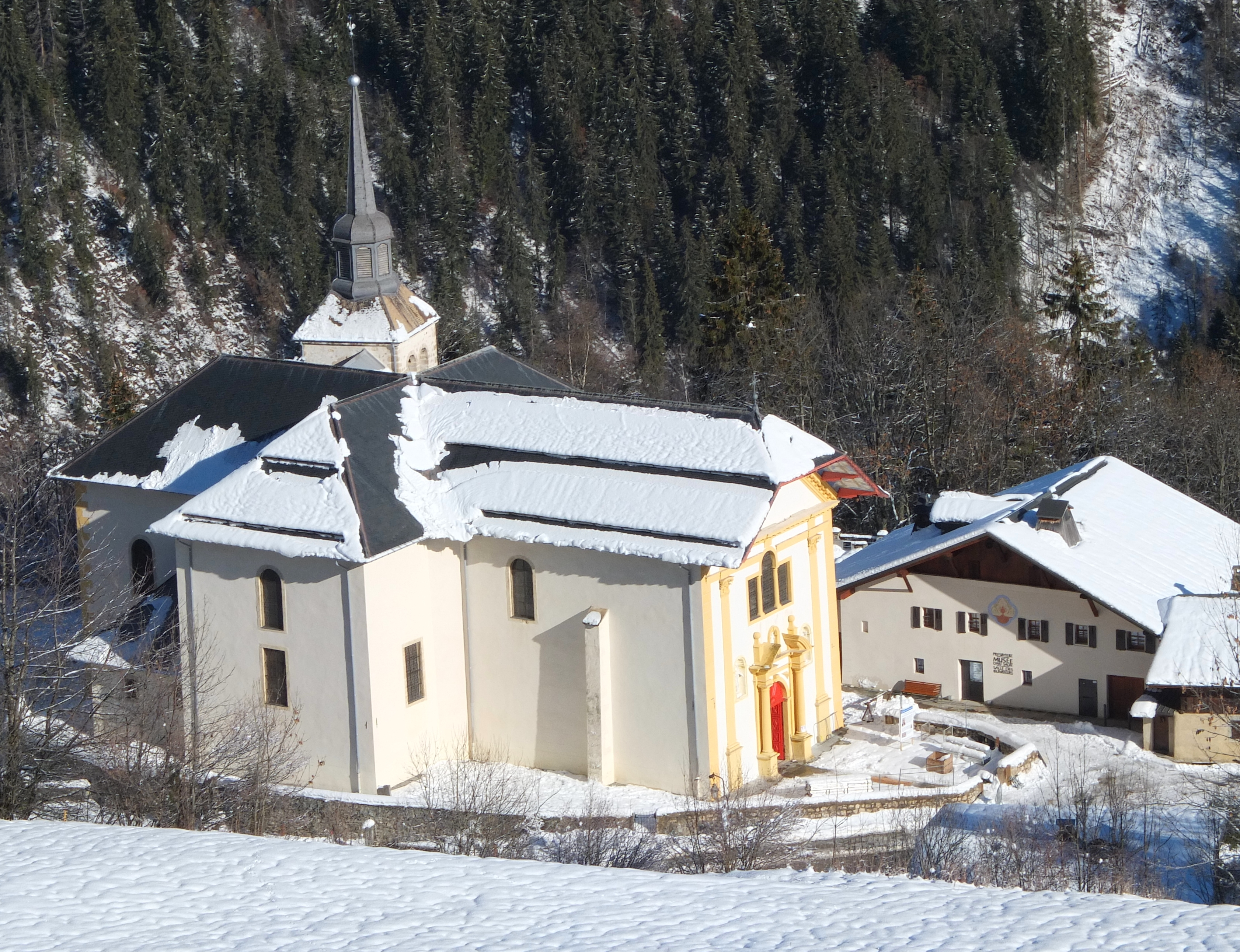
À côté de l'église, le musée d'Art Sacré dans l'ancien presbytère.

## Culture et monuments

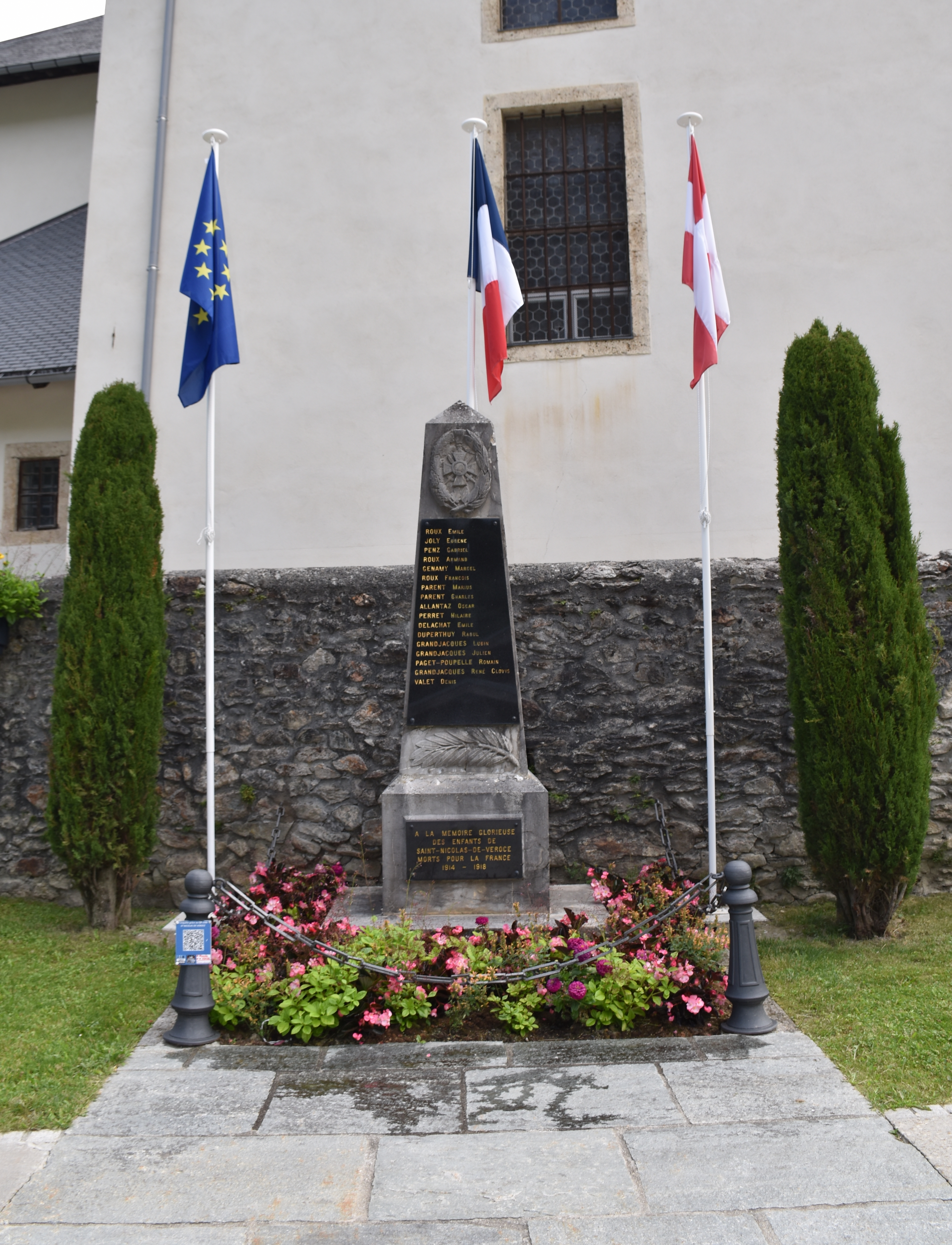
Le monument aux morts.

L'église du village, dédiée au saint Nicolas de Myre, de style baroque, est classée monument historique. Elle fait partie d'un circuit du baroque regroupant les églises de Saint-Gervais, des Contamines, de Notre-Dame-de-la-Gorge, ainsi que des chapelles comme celles de Chattrix, un hameau de l'ancienne commune de Saint-Nicolas.
Depuis 2010, le musée d'Art Sacré est installé dans l'ancien presbytère tout proche de l'église[réf. nécessaire]. On y trouve exposé une quarantaine d'objets provenant du trésor de l'église. Ces objets artistiques ou précieux ont été donnés à l'église entre le XVIIe et le XIXe siècle par les commerçants colporteurs ou artisans originaires du village qui revenaient de Suisse, d'Allemagne ou d'Autriche où ils avaient obtenu un bon statut social. Le musée est ouvert les après-midi du mercredi au dimanche et animé par des bénévoles à tour de rôle. Périodiquement des expositions thématiques sont organisées.
L'écrivain et académicien Jean-Christophe Rufin réside les deux tiers de l'année dans une ancienne grange abandonnée du village entièrement démontée et remontée dans les années 1980, achetée au début des années 2000, où il s'enferme pour écrire durant l'hiver avant d'y revenir de juin à septembre.

## Activité économique
Autrefois agricole et artisanale avec un fort taux d'émigration, l'activité est orientée aujourd'hui vers le tourisme et depuis 1970 plusieurs remontées mécaniques permettent la pratique du ski sur les pentes du Mont-Joly avec une jonction vers le domaine de Saint-Gervais. Le forfait peut-être limité aux équipements de Saint-Nicolas ou être englobé dans celui du domaine skiable Évasion Mont-Blanc.
Une école primaire à classe unique reste active dans le village.